# Guillaume Le Floch
Pour les articles homonymes, voir Floc'h.
Guillaume Le Floch est un coureur cycliste français professionnel, né le 16 février 1985 à Saint-Brieuc. Professionnel de 2007 à 2011, il a aussi été membre de l'équipe amateur Côtes d'Armor-Marie Morin en 2012.

## Biographie
Vice-champion de France sur route espoirs en 2006, Guillaume Le Floch devient professionnel en 2007 dans l'équipe Bretagne Armor Lux. En 2009, il est recruté par l'équipe BBox Bouygues Telecom. Il participe avec elle au Tour d'Italie en 2009 et 2010. Non-conservé à l'issue de la saison 2011, il rejoint en 2012 l'équipe amateur française Côtes d'Armor-Marie Morin, qui évolue en Division nationale 2.

## Palmarès
- 2005
  - 2e étape du Tour du Béarn
  - 2e étape du Kreiz Breizh
  - 2e du Circuit du Mené
  - 2e du Grand Prix de la Tomate
  - 3e du Grand Prix d'automne
- 2006
  - 2e étape du Tour de la Creuse
  - 2e étape du Cabri Tour (contre-la-montre)
  - 5e étape du Tour de Nouvelle-Calédonie
  - 2e du Tour d'Eure-et-Loir
  - 2e du championnat de France sur route espoirs
  - 2e du Grand Prix de Plouay amateurs
  - 3e du Circuit des Trois Provinces
- 2007
  - Circuit du Morbihan
- 2008
  - 2e de la Route bretonne
  - 2e du Circuit du Morbihan
- 2012
  - La Coulainaise

## Résultats sur les grands tours

### Tour d'Italie
2 participations
- 2009 : 129e
- 2010 : 110e

## Classements mondiaux
| Année           | 2005   | 2006 | 2007 | 2008 | 2009 | 2010 | 2011 |
| --------------- | ------ | ---- | ---- | ---- | ---- | ---- | ---- |
| UCI Europe Tour | 1 213e |      |      | 812e |      |      | 853e |